# کبوده علیا
کبوده علیا، روستایی از توابع بخش مرکزی شهرستان کرمانشاه در استان کرمانشاه ایران است.

## جمعیت
براساس سرشماری مرکز آمار ایران در سال ۱۳۸۵، جمعیت آن ۱۷۷ نفر (۴۶خانوار) بوده‌است.